# キルヒハイム (ヘッセン)
キルヒハイム (ドイツ語: Kirchheim)はドイツ連邦共和国ヘッセン州カッセル行政管区のヘルスフェルト＝ローテンブルク郡に属す町村（以下、本項では便宜上「町」と記述する）である。

## 地理

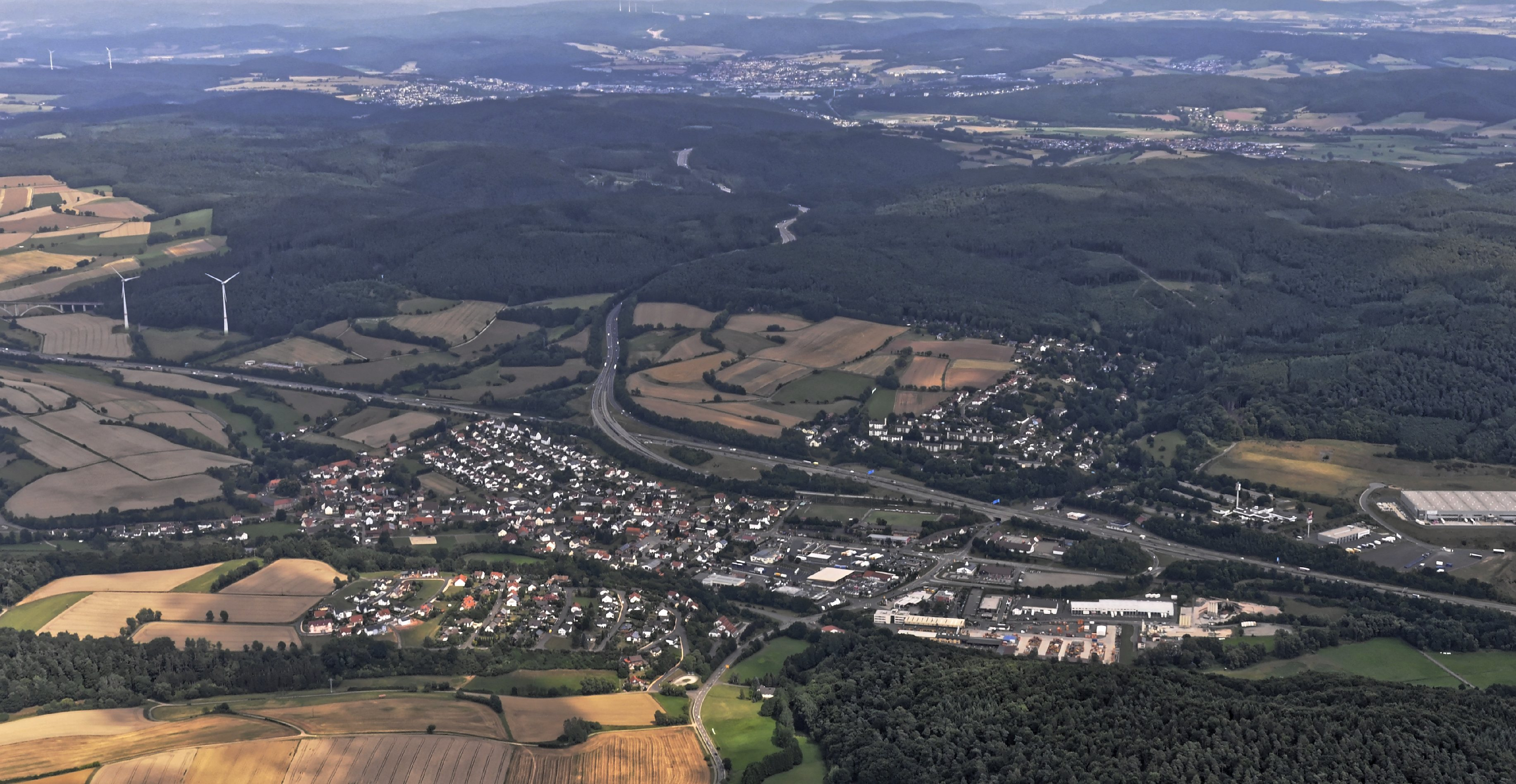
キルヒハイムの空撮

### 位置
キルヒハイムは、クニュル山地の南の支脈中、アウラ川の谷に位置している。この川はニーダーアウラでフルダ川に注ぐ。町内では、ゴスマンスレーダー・ヴァッサーとヴェルゼバッハ川が北から、イプラ川が南からアウラ川に合流する。町内で最も高い山は、ノイエンシュタインとの町境から 6.6 km 北西に位置するアイゼンベルク（海抜 635.5 m）である。
最寄りの大きな街としては、バート・ヘルスフェルト（東北東約 10 km）、フルダ（南南東約 33 km）、アルスフェルト（南西約 24 km）がある。

### 隣接する市町村
キルヒハイムは、北はノイエンシュタイン、東はバート・ヘルスフェルト、南はニーダーアウラ、南西はブライテンバッハ・アム・ヘルツベルク（以上いずれもヘルスフェルト＝ローテンブルク郡）、西はオーバーアウラ（シュヴァルム＝エーダー郡）と境を接している。

### 自治体の構成
この町は、主邑のキルヒハイムの他、アレンドルフ、フリーリンゲン、ゲルスハウゼン、グロースマンスローデ、ヘッダースドルフ、ケンメローデ、レッケローデ、ライムボルツハウゼン、ロッテルテローデ、ヴィリングスハインの各地区からなる。

### 気候
長期平均気温は 7.4 ℃、平均年間降水量は 637 mm である。年間平均 21.7日の夏日、107.2日の冬日がある。平均年間日照時間は 1,410時間である。

## 歴史
キルヒハイム集落は、810年頃のヘルスフェルト修道院の十分の一税台帳 Breviarium Lulli に Kyricheim という表記で初めて記録されている。
1906年5月1日にクニュルヴァルト鉄道が開通してキルヒハイムは鉄道で結ばれた。1935年にアウトバーン A7号線と A4号線とのジャンクションが設けられ、インターチェンジが造られた。
1974年にライムボルツハウゼン地区とケンメローデ地区との間で「ゼーパルク・キルヒハイム」（直訳: キルヒハイム湖畔公園）の建設が始まった。これによりイプラ川が堰き止められ、10ヘクタールの湖が形成された。その1年後にヴィリングスハインからアイゼンベルクを通ってラボルツハウゼン（ノイエンシュタインの集落）に至る郡道 34号線が造られた。こうしたアイゼンベルクの交通開発に伴い、同年ベルクホテル建設、ハノーファー市によるアイゼンベルク休暇村建設、放送塔建設が行われた。
1977年8月22日、「ゼーパルク・キルヒハイム」のイプラ堰止め湖のダムが決壊し、キルヒハイム付近の鉄道軌道が冠水した。これが、ドイツ鉄道のクニュルヴァルト鉄道廃止の遠因となった。

### 町村合併
市町村再編に伴い、アレンドルフ、フリーリンゲン、ゲルスハウゼン、グロースマンスローデ、ケンメローデ、ライムボルツハウゼンが1971年2月1日にキルヒハイムに合併した。1971年12月31日にロッテルテローデがこれに続いた。ゲルスドルフ、ヘッダースドルフ、レッケローデ、ヴィリングスハインは、1972年8月1日に合併した。

## 住民

### 人口推移
1610年、キルヒハイムには75戸の家があった。1747年は81戸であった。
出典: 
1972年; 
1976年; 
1984年; 
1992年;
2000年;
その他

### 宗教
- 1885年: 福音主義 163人 (= 100 %)
- 1961年: 福音主義 177人 (= 88.94 %)、カトリック 20人 (= 10.05 %)[10]

## 行政

### 議会
キルヒハイムの町議会は23議席で構成されている。

### 首長
町長のマンフレート・コッホ (SPD) は1998年9月20日に、得票率 51.6 % で町長に選出された。2004年5月23日に得票率 55.2 %、2010年5月9日に得票率 75.9 %、2016年3月6日には対立候補がなく 75.0 % 支持票を得て再選されている。マンフレート・コッホの前任者はカール＝ハインツ・シュパンゲンベルクであった。

### 紋章
1967年8月23日、当時ヘルスフェルト郡に属していたキルヒハイムは、以下の紋章を授与された: 頂部は針葉樹の様な形の分割線で分割され黄色地。主部は緑地で、向かって左上から右下に銀色の2本線。斜めの銀色の2本線は、アウトバーンを様式化して表現している。

### 財政
2013年、町内で馬を飼う世帯を整理するために馬税が導入された。

## 経済と社会資本

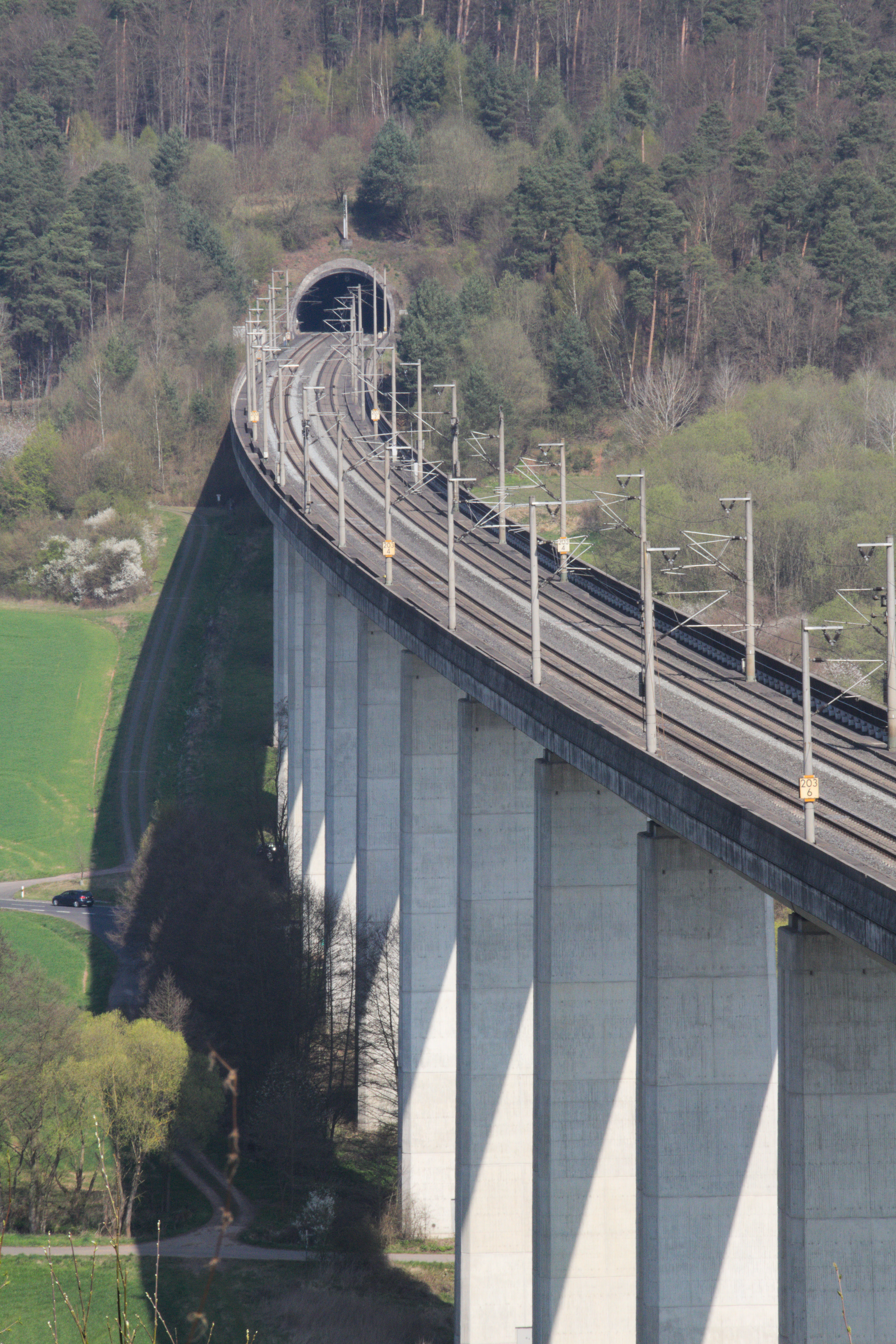
アウラ＝タール橋とキルヒハイムトンネル

### 交通
この町は、キルヒハイム・ジャンクションとハッテンバッハ・ジャンクションに面している。したがってアウトバーン A4号線、A5号線、A7号線がすぐ近くを通っている。また、キルヒハインからニーダーアウラに向かう連邦道 B454号線が町内を通っている。
高速鉄道ハノーファー - ヴュルツブルク線が町内を通っている。町内には、クレマースクッペトンネル（長さ 838 m）、ヴェルゼバッハタール橋 (721 m)、キルヒハイムトンネル (3.82 km) がある。企業駅キルヒハイムも町内にある。

### レジャー
レジャー宿泊施設は閑散期には派遣労働者を収容する。たとえば、2012年にamazonによってバート・ヘルスフェルトに設けられたゼーパルク・キルヒハイムにトレンクヴァルダー・インターナショナルの季節労働者が宿泊している。